# 5616 Фоґтланд
5616 Фоґтланд (5616 Vogtland) — астероїд головного поясу, відкритий 29 вересня 1987 року.
Тіссеранів параметр щодо Юпітера — 3,370.